# Крапковиці
Крапковиці (пол. Krapkowice, нім. Krappitz) — місто в південно-західній Польщі, на річках Одра та Особлога.
Адміністративний центр Крапковицького повіту Опольського воєводства.

## Демографія
Демографічна структура станом на 31 березня 2011 року:
|          | Загалом | Допрацездатний вік | Працездатний вік | Постпрацездатний вік |
| -------- | ------- | ------------------ | ---------------- | -------------------- |
| Чоловіки | 8344    | 1449               | 6009             | 886                  |
| Жінки    | 8951    | 1344               | 5600             | 2007                 |
| Разом    | 17295   | 2793               | 11609            | 2893                 |